# Heinrich Philipp Bossler

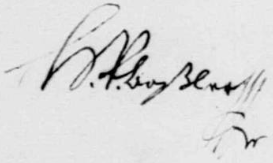
Signatur Heinrich Philipp Boßlers vom 31. März 1772

Heinrich Philipp (irrtüml. Heinrich Philipp Karl bzw. Carl) Bossler auch Boßler oder einfach Rath Boßler (* 22. Juli 1744 in Darmstadt; † 8. September 1812 in Leipzig) war ein deutscher Musikverleger, Impresario, 1776 Sekretär und Kammerdiener des Prinzen Louis von Hessen-Darmstadt. Er führte die Titel eines Brandenburg-Onolzbacher Expeditionsrats und königlich preußischer Rats.
H. P. Bossler erlangte seine zeitüberdauernde Bedeutung unter anderem als Verleger von Originalkompositionen, Erst- und Frühdrucken Ludwig van Beethovens, Wolfgang Amadé Mozarts, Joseph Haydns, Ignaz Pleyels sowie vieler weiterer heute eher unbekannter Komponisten bis hin zu Dilettanten.
Als Impresario der erfolgreichen Starvirtuosin an der Glasharmonika Marianne Kirchgeßner unternahm Boßler umfangreiche Konzertreisen durch ganz Europa und Russland. Was ihm den Ruf eines „beispielhaften“ und „weitestgereisten“ Impresario einbrachte.
Heinrich Philipp Boßler gilt als Pionier des Musikjournalismus. Seine reichhaltigen Anthologien überragten die Musikjournale der Zeit qualitativ und inhaltlich. Die von ihm erfundene neuartige Druckmaschine für den schnellen, günstigen und präzisen Notendruck fand Hochachtung. Diese Apparatur erzeugte Notenstiche, welche in der Enzyklopädie Musik in Geschichte und Gegenwart als die „schönsten“ und „originellsten“ jener Epoche bezeichnet sind. Boßlers musikwissenschaftlich relevante verlegerische Werke gehören in den Bereich der deutschen Kulturschätze.

## Leben und Wirken

### Biographie

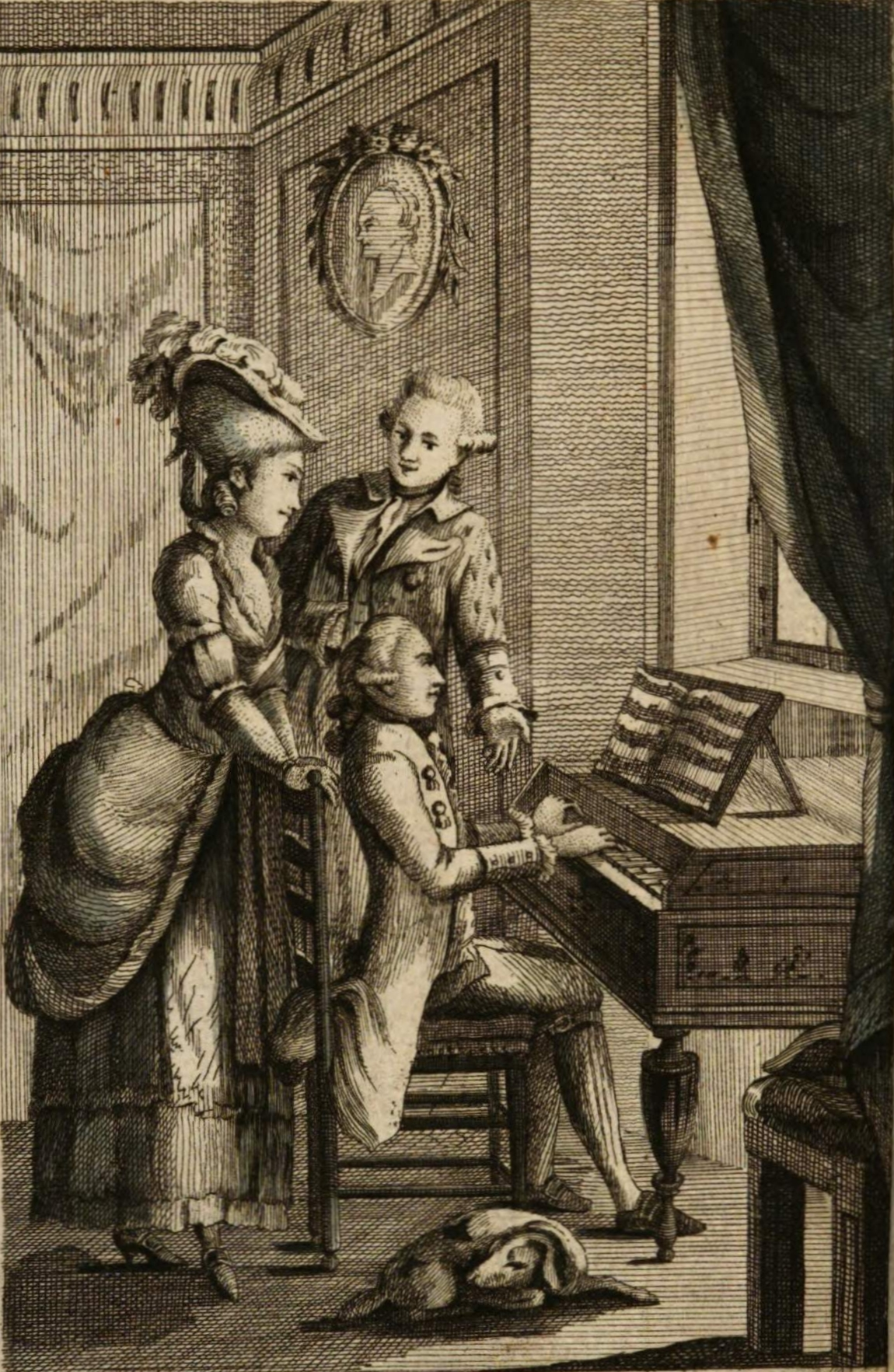
Hausmusikszene von 1782. Kupferstich von Heinrich Philipp Bossler nach einer Zeichnung von Viktor Wilhelm Peter Heideloff

Heinrich Philipp Boßler wurde als Sohn des landgräflich hessen-darmstädtischen Hofwindbüchsenmachers Friedrich Jacob Boßler „d. Ä.“ und der Beamtentochter Catharina Justina Fischer (* 1717; † 1772) aus Braubach geboren. Sein Großvater Johann Peter Boßler ist seit 1715 als Hofbüchsenmacher der hessischen Landgrafen dokumentiert. Impresario Boßler entstammte somit einer bereits zeitgenössisch geachteten Büchsenmacherfamilie, deren Windbüchsen sich in allen namhaften Waffensammlungen Europas finden.
Heinrich Philipp Boßler und der Dichter, Dramatiker sowie Namensgeber der Geniezeit Friedrich Maximilian Klinger waren Vettern. Ob sich beide jedoch kannten oder eine Begegnung zwischen ihnen stattfand, ist dem momentanen Forschungsstand folgend nicht belegbar.
Seine schulische Laufbahn absolvierte Heinrich Philipp Boßler am Pädagog in Darmstadt, dort ließ man ihm eine umfassende, gute Bildung angedeihen. 1766 heiratet er in Darmstadt Maria Carolina (* 1747; † 1776), die Tochter des Hoftrompeters Friedrich Ferdinand Kahl. Dieser Ehe entsprangen drei Kinder darunter sein Sohn Friedrich Jacob Boßler „d. J.“ (* 1773; † 1824) und sein bereits mit sieben Monaten verstorbener erstgeborener Sohn Ferdinand Jacob Boßler.
Eine zweite, jedoch kinderlos gebliebene, Ehe schloss er 1778 in Neckargartach mit der Pfarrerstochter Sophie Catarina Caselmann (* 1749; † 1823). Boßlers Schwiegermutter Augusta Maria von Rehm (* 1721; † 1796) entstammte altem, mit den Fugger, Welser und Vöhlin verwandten ritterbürtigem Augsburger Patriziat. Heinrich Philipp Boßlers Tochter Catharina Justina Caroline Boßler (* 1770; † 1843) ehelichte wiederum den studierten Theologen und Buchhändler Benjamin Christlieb Caselmann (* 1757; † 1820) den Bruder ihrer Stiefmutter. Boßlers Schwiegersohn trat als Revolutionär und Antikleriker in Erscheinung.
Durch den Prinzen Ludwig Georg Carl von Hessen-Darmstadt fand Boßler Kontakt zur Freimaurerei. Die von Prinz Louis in Heilbronn gegründete und von seiner morganatischen Gattin Friederike Schmidt (* 1751; † 1803) geführte irreguläre Loge Bund der Rechtschaffenheit zählte Heinrich Philipp Boßler als drittes Mitglied nach dem Prinzen selbst sowie der Kaufmannstochter Schmidt.

### Musikverleger

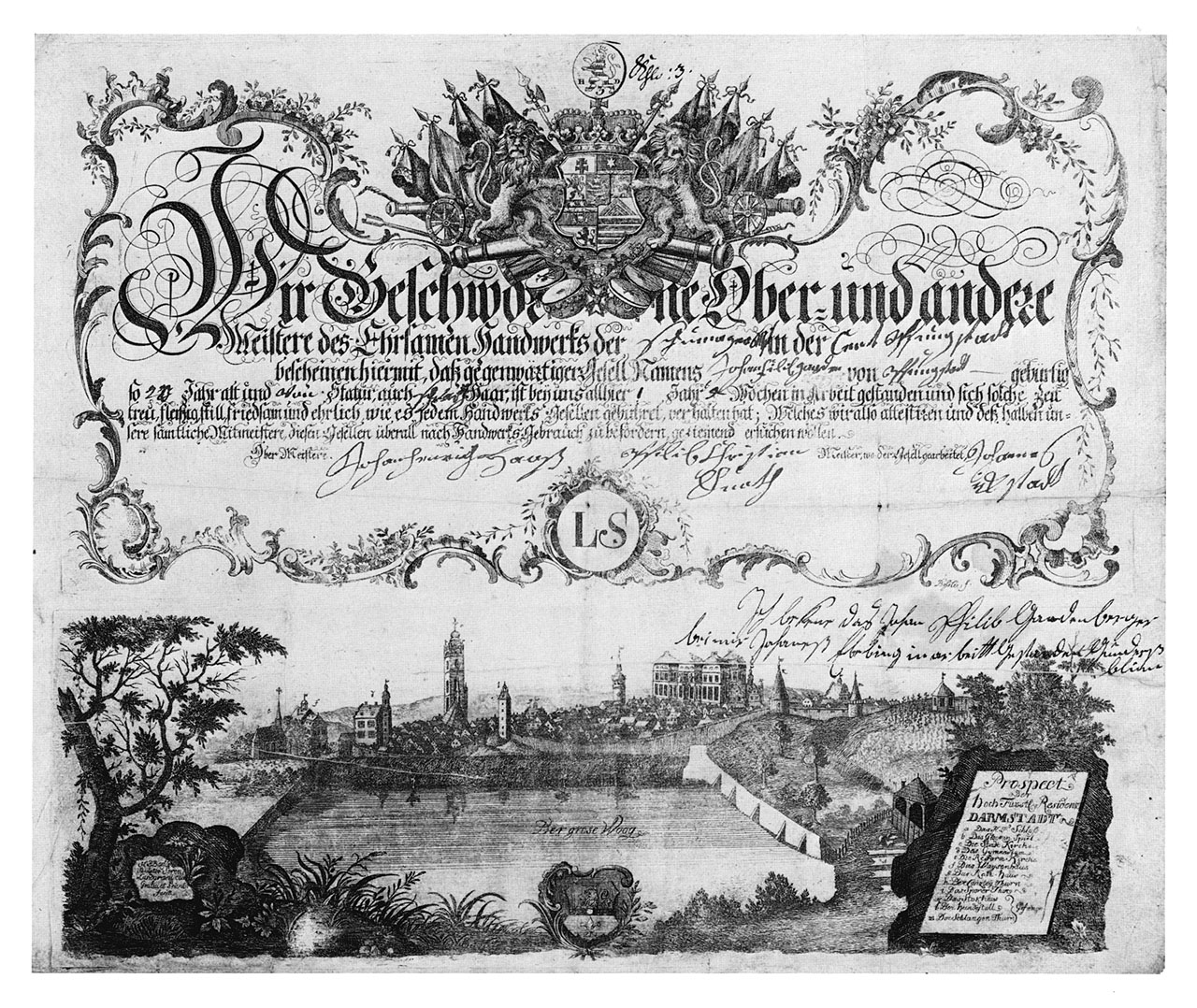
Die Residenzstadt Darmstadt auf einer 1767 von Heinrich Philipp Boßler gestochenen Handwerkskundschaft

Um 1769 arbeitete Boßler in seinem erlernten Beruf des Kupferstechers. Aus seiner Tätigkeit als fürstlicher Münzgraveur und Medailleur sind einige Konventionstaler erhalten. Numismatische Arbeiten Heinrich Philipp Boßlers für Landgraf Ludwig IX. wurden bereits auktioniert. Obendrein stach Boßler als Kupferstecher Handwerkskundschaften der Städte Darmstadt, Butzbach und Gießen. Das Jagdschloss Kranichstein beherbergt in seiner Sammlung ferner Stiche mit jagdlichen Motiven aus Boßlers Hand.
Die kunstvolle Ornamentik zur ältesten Silhouette Friedrich Schillers, die den Literaten zu seiner Zeit als Karlsschüler zeigt, wurde von Heinrich Philipp Boßler geschaffen.
Um 1779 erfand er eine Druckmaschine zur Vereinfachung des Notendrucks, die für Aufsehen sorgte und hohe Anerkennung genoss. Daraufhin gründete Heinrich Philipp Boßler 1780 in Speyer seinen Musikverlag, der zu den bedeutendsten gehörte. Die Verlagsproduktionen Boßlers überragten jene seiner Zeitgenossen hinsichtlich ihrer Qualität. Seine Notenstiche werden als die „schönsten“ und „originellsten“ ihrer Zeit beurteilt.
Boßler brachte 1782 die Blumenlese für Klavierliebhaber sowie von 1788 bis 1790 die Musikalische Realzeitung, heraus. Außerdem die Musikalische Korrespondenz der Teutschen filarmonischen Gesellschaft. Seine verlegerische Tätigkeit brachte Boßler in Kontakt mit dem württembergischen Hofdrucker Christian Friedrich Cotta. Inhaltlich galten jene von Heinrich Philipp Boßler herausgegebene Musikzeitschriften als vorzüglich redigiert, belehrend und reichhaltig.
Zu den Mitarbeitern in Boßlers Verlagshaus zählte unter anderem der Komponist Ernst Ludwig Gerber, dessen Wirken als Autor von Komponisten-Lexika in Erinnerung geblieben ist. Gerber stellte für die Musikalische Korrespondenz der Teutschen filarmonischen Gesellschaft ein Verzeichnis der Kompositionen Joseph Haydns auf.
1792 kehrte Boßler mitsamt seinem Unternehmen zurück nach Darmstadt, dort kam das verlegerische Wirken der Bosslerischen Musikhandlung durch kriegsbedingte Umstände kurzzeitig zum Erliegen. Sein Sohn, der das Kupferstecherhandwerk an der Hohen Karlsschule erlernte, führte den väterlichen Verlag fort. Dabei fertigte Friedrich Jacob Boßler der Jüngere Stiche der Organisten und Komponisten Knecht sowie Johann Christoph Kellner an. Boßlers Sohn Friedrich Jacob wurde letztendlich am 6. März 1824 gerichtlich für tot erklärt.
1799 wechselte Heinrich Philipp Boßler seinen Aufenthalt von London nach Gohlis bei Leipzig. Boßler gehörte insgesamt betrachtet zu den wohl bedeutsamsten Persönlichkeiten der Musikgeschichte seiner Epoche. Er war ein Pionier des musikalischen Journalismus, sein Schaffen im Notendruck war selbst in London belegt.

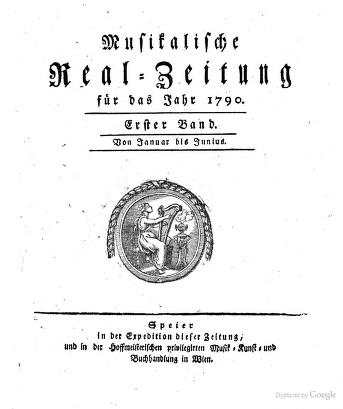
Musikalische Real-Zeitung (1790)

Heinrich Philipp Boßler lehnte es ab, Plagiate zu verlegen. Dieses Merkmal machte seinen Musikverlag für damalige Verhältnisse nahezu einzigartig. Verlegerisch arbeitet Boßler mit dem Musikverleger Franz Anton Hoffmeister aus Wien zusammen.
Boßler hatte bis 1796 mehr als 300 Titel herausgebracht, darunter frühe Originalwerke Beethovens sowie Justin Heinrich Knechts. Ludwig van Beethoven veröffentlichte 1784 bei H. P. Bossler in Speyer sein Rondo Allegretto (WoO 49) gefolgt durch das Werk An einen Säugling (WoO 108). Der Druck und die visuelle Gestaltung der Kurfürsten-Sonaten (WoO 47) wurde 1783 gleichwohl von Heinrich Philipp Boßler übernommen. Bis 1828 waren sie einzig vorliegender Print dieser Sonaten des jungen Ludwig van Beethoven. Der Druckauftrag für die Kurfürst Maximilian Friedrich von Köln gewidmeten Instrumentalkompositionen bewirkte eine Begegnung Heinrich Philipp Boßlers mit Christian Gottlob Neefe.

### Gesellschaftliche Bedeutung
Der Musikkritiker Hermann Josef Ullrich betrachtete Heinrich Philipp Boßler als „eine der interessantesten Persönlichkeiten des deutschen Musiklebens jener Tage“.
1790 reiste Heinrich Philipp Boßler zu den Krönungsfeierlichkeiten Leopold II. nach Frankfurt, wo er die von Johann Rudolf Zumsteeg geschriebenen und von Johann Friedrich Christmann komponierten Cantate auf die Erhebung Leopolds zum deutschen Kaiser aufführen ließ. Boßler war der Verleger dieser mehrsätzigen Werke. Beethovens Kantate auf die Erhebung Leopolds II. zur Kaiserwürde (WoO 88) hingegen fanden in Frankfurt keinerlei Beachtung und wurden nicht zur Aufführung gebracht. H. P. Bossler verließ Frankfurt mit einem vom Kaiser verliehenen Orden sowie einer Entlohnung von 30 Dukaten.
Über die Musikalität Kaiser Leopold II. und dessen Familie äußerte sich Boßler außerdem in der Musikalischen Korrespondenz folgendermaßen:

„der jetzige König war noch nicht im Theater, hatte noch keine Musik bei sich, noch sonst ein Merkmal von Liebhaberei zur Musik gezeigt […] wessen Ohr einmal an die rasche feurige Exekutierung italienischer Meister gewohnt ist, der kann dem phlegmatischeren Vortrag der deutschen unmöglich sogleich einen Geschmack abgewinnen“

Diese Aussage Boßlers war besonders für Wolfgang Amadeus Mozart eine wichtige Einschätzung seiner Lage am Hofe in Wien. Der Musikverleger und Mozart kannten sich zudem persönlich. Bereits 1784 fertigte Boßler einen Kupferstich Mozarts mit dem Titel Signor Mozart an. Es folgten in den Jahren 1786 bis 1790 einige Original-, Parallel-, Erst- und Frühdrucke Mozarts durch den Verlag Heinrich Philipp Boßlers für Klavier, Violine und Flöte. Unter den Erst- und Frühdrucken Boßlers von Wolfgang Amadé Mozart befanden sich die Ouvertüren Hochzeit des Figaro (KV 492) und Don Giovanni (KV 527). 1792 publizierte Heinrich Philipp Bossler in der Musikalischen Korrespondenz über die Trauerfeier Mozarts. Dieser Berichterstattung schloss sich ein umfangreicher Nachruf auf den großen Komponisten der Wiener Klassik an.

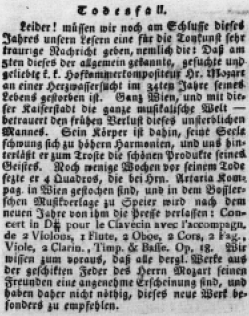
Todesanzeige für Wolfgang Amadeus Mozarts, in der von Heinrich Philipp Boßler editierten und herausgegebenen Musikalischen Korrespondenz kündigt das Erscheinen des 13. Klavierkonzerts (KV 415) im Bosslerschen Musikverlag an

Besondere Bedeutung der Drucke aus Mozarts Kompositionen erlangte in der Musikwissenschaft Heinrich Philipp Boßlers Druck des 17. Klavierkonzert (KV 453).
Darüber hinaus pflegte Boßler einen persönlichen Austausch mit dem Komponisten Joseph Haydn, jener genoss mit seinen Werken im Verlag Boßlers eine bevorzugte Stellung. Zu den Kompositionen Haydns verlegte Heinrich Philipp Bossler obendrein Originalkompositionen des Klavierfabrikanten sowie Schüler Haydns Ignaz Pleyel. Weiter war der Musikverleger Boßler mit dem Komponisten und Kapellmeister Antonio Rosetti freundschaftlich verbunden.
Heinrich Philipp Bossler war außerdem ein väterlicher Vertrauter Marianne Kirchgeßners, als deren Impresario er fungierte und mit welcher er später gemeinschaftlich ein Landgut bei Gohlis erwarb. Seine ausgedehnten Konzertreisen mit der berühmten Kirchgeßner brachten Heinrich Philipp Boßler den Titel eines beispielhaften und weit gereisten Impresario ein.
Heinrich Philipp Boßler verkehrte obendrein mit großen Persönlichkeiten aus Literatur und Gesellschaft seiner Epoche. Darunter finden sich Johann Wolfgang von Goethe, Friedrich Schiller, Johann Christian Friedrich Hölderlin, Christoph Martin Wieland sowie Johann Heinrich Jung-Stilling. Die Salonnière Marie Sophie von La Roche honorierte Boßler und seine Erfindung einer Notendruckmaschine in ihrer Frauenzeitschrift Pomona für Teutschlands Töchter.

### Lebensabend
Boßler verbrachte seine letzten Lebensjahre in Gohlis, dort war er in der Landwirtschaft tätig und versuchte sich unternehmerisch mit der Herstellung von englischen und französischen Likören. Dabei halfen ihm seine guten Kenntnisse chemischer Prozesse. Bereits 1800 kaufte sich Heinrich Philipp Boßler für 5700 Taler zusammen mit Marianne Kirchgeßner ein bäuerliches Gut in dem heute zu Leipzig gehörenden Stadtteil. Bossler korrespondierte mit dem Theologen Johann Georg Müller. Seinen letzten Brief an Müller verfasste Bossler 1810. Der Inhalt dieser Schreiben bezog sich allgemein zumeist auf Marianne Kirchgeßner, deren Tod und H. P. Bosslers Lebensumstände.
Heinrich Philipp Boßler hinterließ kein Archiv seiner Werke, trotzdem bot die von ihm ab 1782 bis 1787 wöchentlich in einer Stärke von 1500 Ausfertigungen erschienene Anthologie Blumenlese für Klavierliebhaber, vielen Komponisten und Musikern der damaligen Epoche eine Plattform zur Publikation ihre Arbeiten. Selbst der vielseitig bewunderte Carl Philipp Emanuel Bach war in der Blumenlese mit Arbeiten aufgeführt.

### Ausstellungen
Das Beethoven-Haus widmete dem Musikverleger, Impresario sowie Unternehmer Boßler 2001 eine Sonderausstellung. Unter dem Motto Kulturschätze für das Land Rheinland-Pfalz präsentierte die Pfälzische Landesbibliothek Speyer 2019 Werke hervorragender Persönlichkeiten darunter befanden sich Ausstellungsstücke von Heinrich Philipp Bossler.

## Werke (Auswahl)
- Elementarbuch der Tonkunst zum Unterricht beim Clavier für Lehrende und Lernende mit praktischen Beispielen – eine musikalische Monatschrift (1782).
- Blumenlese für Klavierliebhaber (1783).
- Musikalische Real-Zeitung für das Jahr ... (1790).
- Bibliothek der Grazien – eine musikalische Monatsschrift für Liebhaberinnen und Freunde des Gesangs und des Klaviers, ZDB-ID 996817-9.